# Сейткали
Сейткали (каз. Сейітқали) — село в Бокейординском районе Западно-Казахстанской области Казахстана. Входит в состав Ординского сельского округа. Код КАТО — 275443400.

## Население
В 1999 году население села составляло 841 человек (429 мужчин и 412 женщин). По данным переписи 2009 года, в селе проживало 479 человек (225 мужчин и 254 женщины).